# Cristóbal Cortés-Monroy
Cristóbal Cortés-Monroy Vicencio  
(Puente Alto, Santiago de Chile, 28 de junio de 1982) es un exoficial de la Policía de Investigaciones de Chile, Presidente de Asociación de Seguridad Encargo y Búsqueda de Vehículos de Chile, ASEBV. Empresario, CEO de  Ximiox Group. Alcanzó notoriedad en el país cuando crea DELINCOM, el primer portal o directorio de prófugos de la justicia en Chile y Latinoamérica, que provocó reacciones de distintos medios y personeros. Como activista del tema de Justicia Penal, ha participado en diferentes discusiones respecto a la situación de la delincuencia, crimen organizado y corrupción política, contribuyendo a través del desarrollo de iniciativas sociales e innovaciones informáticas OSINT.

## Familia y Estudios
Nace en 1982 en una familia de escasos recursos de la zona de Puente Alto, en la zona sur de Santiago. La enseñanza básica la realiza en el Colegio San Viator de Macul y posteriormente en  el Liceo Manuel Barros Borgoño. El 2002 ingresa a estudiar en la  Escuela de Investigaciones,  logra  especializarse en investigación de delitos de homicidio y robos, obteniendo distinción dentro de su promoción 2002-2005. 
En 2014 renuncia a Policía de Investigaciones dado un polémico reclamo a su institución, debido al plagio de un proyecto que implementaba la primera red social virtual que le otorgaba una identidad electrónica a las especies y su encargo público en caso de robo. 
Posteriormente en la vida civil continuará con sus proyectos y empresas.

## Carrera Empresarial
En marzo de 2015 creó el "Departamento de inteligencia e investigaciones Privadas y Políticas" Diippol, una agencia privada de investigaciones en Santiago de Chile, iniciativa que llamó la atención por ser un emprendimiento innovador en la materia.
En 2023 lanzó la plataforma que usa inteligencia artificial para reportar prófugos de la Justicia: DELINCOM. Un sitio web público social, que busca que entregar a las personas herramientas para prevenir delitos. Es un directorio electrónico internacional que reúne fotografías y antecedentes de personas de interés delictivo, creando con ello un registro comunitario gratuito. La base de datos creada, permite informar y alertar tanto a la población, como a las policías, las características de los prófugos más buscados e integrantes de las organizaciones criminales más peligrosas del mundo.

Posteriormente a la pandemia de 2019-2020 se trasladó a Londres, Reino Unido, donde diversificó sus operaciones empresariales, dedicándose la  exportaciones de productos chilenos a Europa.